# پراکندگی آزاد بهینه

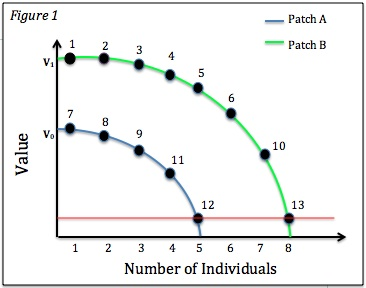
نمودار رابطه بین ارزش منبع و تعداد افراد

در بوم‌شناسی، پراکندگی آزاد بهینه (به انگلیسی: Ideal free distribution (IFD))، روشی نظری است که در آن افراد یک جمعیت، خود را بین چندین بخش از منابع در محیط خود پراکنده می‌کنند تا رقابت منابع را به حداقل برسانند و برازش اندام را به حداکثر برسانند. این تئوری بیان می‌کند که تعداد جانورانی که در تکه‌های مختلف جمع می‌شوند، متناسب با مقدار منابع موجود در هر کدام است. برای مثال، اگر لکه الف دو برابر لکه ب دارای منابع باشد، تعداد افراد در لکه الف دو برابر بیشتر از لکه ب خواهد بود.